# Bematha extensa
Bematha extensa là một loài bướm đêm trong họ Noctuidae.